# هاري كوش (رجل أعمال)
هاري كوش (بالهولندية: Harry Koch)‏ هو شخصية أعمال هولندي، ولد في 22 أكتوبر 1867 في Workum ‏ في هولندا، وتوفي في 21 يونيو 1942 في كوانا في الولايات المتحدة.